# Хёйсум, Юстус ван
Юстус ван Хёйсум (нидерл. Justus van Huysum; 8 июля 1659, Амстердам — 23 апреля 1716, Амстердам) — голландский «живописец цветов и фруктов» Золотого века голландской живописи. Представитель большой семьи живописцев из Амстердама в жанре натюрморта.

## Семья художников ван Хёйсум
Юстус ван Хёйсум был одним из старших представителей семьи потомственных живописцев из Амстердама. Он был сыном художника-декоратора Яна ван Хёйсума Старшего, который между 1654 и 1657 годами переехал из Хёйзума (Huizum — города недалеко от Леувардена, столицы провинции Фрисландия) в Амстердам. Ян ван Хёйсум женился в Леувардене 5 февраля 1643 года на Антье Касперс (умерла в 1677 году), затем женился второй раз. Его сыновьями были Каспар и Юстус ван Хёйсум Первый, Юстус Второй, или Младший (ок. 1684—1707), он стал живописцем-баталистом, Якоб и Михил. Ян ван Хёйсум Второй, или Младший (1682—1749), стал «живописцем цветов и фруктов». Каспар ван Хёйсум стал гравёром. Художниками были и другие члены семьи.

## Биография Юстуса ван Хёйсума
По сведениям историографа голландской живописи Арнольда Хоубракена, когда Юстусу исполнилось шестнадцать лет, в 1675 году отец отправил его учиться живописи к Николасу Берхему. Хоубракен также сообщал, что Юстус преуспел во всех жанрах живописи, но более всего в живописи цветов и основал семейную мастерскую по изображению цветов в вазах. Другой источник сообщает, что Юстус «украшал комнаты во многих домах в Голландии, и ему помогали его три сына». Работал в Англии, сотрудничал с Годфри Неллером, писал в его картинах цветы и фрукты. Он писал картины на самые разные сюжеты, включая портреты, пейзажи, морские пейзажи и цветы, «и многогранность его таланта делала его успешным во всём».

## Галерея

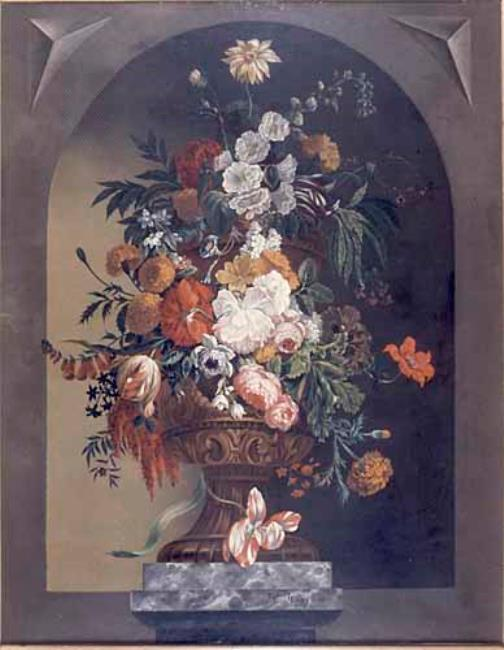
Цветочная композиция с уровня глаз лягушки. Между 1675 и 1699. Холст, масло. Дом Зипендал, Арнем
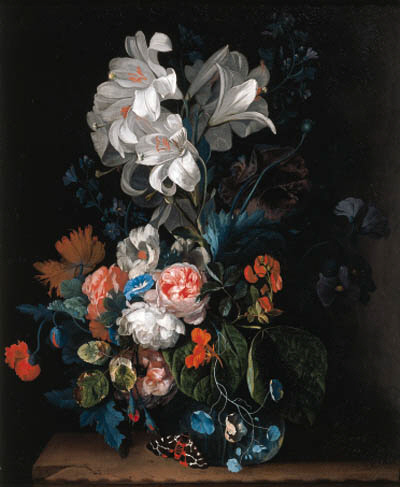
Лилии, розы, гвоздики и другие цветы в стеклянной вазе на каменном выступе с бабочкой. Холст, масло. Частное собрание
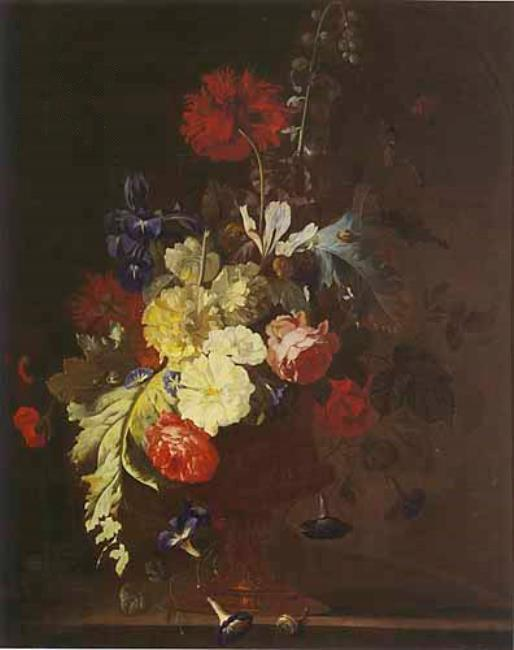
Букет с мальвой, опийным маком и другими цветами в вазе с медальоном. До 1716. Холст, масло. Художественный музей, Спрингфилд, США
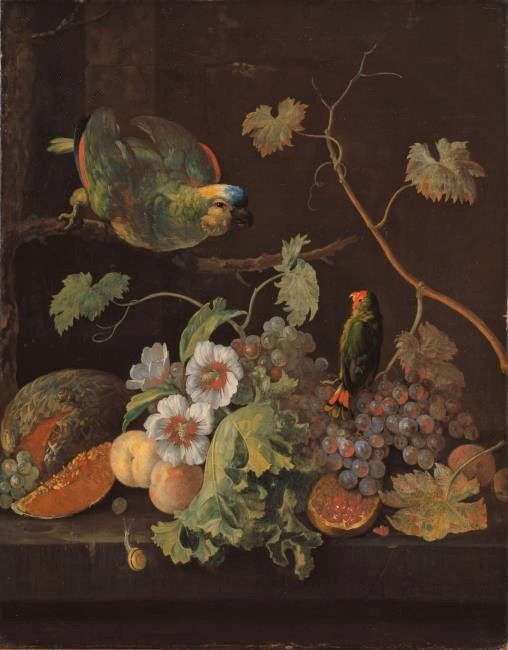
Натюрморт с попугаями. До 1716. Дерево, масло. Музей замка, Шверин